# Reichsrat (Schweden)
Der Reichsrat (schwedisch riksråd) war zwischen ungefähr 1220 und 1789 eine der wichtigsten politischen Institutionen Schwedens.
In den 1220er Jahren wurde zum ersten Mal ein Reichsrat als Vormund für den unmündigen König Erik Eriksson erwähnt. Erst um 1280 etablierte sich der Reichsrat als eine politische Institution, die sich als Vermittler zwischen König und Volk sah. Doch verfolgte der Reichsrat, der sich bis ungefähr 1680 aus dem Hochadel rekrutierte (bis zur Reformation waren auch die Bischöfe Mitglieder im Reichsrat), oft die Interessen der Aristokratie. Das Verhältnis zur Königsmacht war kompliziert. Zum einen versuchten viele Könige, die Macht des Reichsrates zu beschränken, andererseits kamen fast alle Könige dieser Zeit aus den im Reichsrat vertretenen Adelsgeschlechtern.
In den Staatsreformen Anfang des 17. Jahrhunderts entwickelte sich der Reichsrat mehr und mehr zu einem Staatsorgan, während die Mittlerrolle zwischen Volk und König insbesondere durch die Errichtung des Ständereichstages unter Gustav II. Adolf in Frage gestellt und schließlich 1680 von den Ständen verneint wurde. In weiterer Folge übernahm der Reichsrat die Funktion einer Regierung unter der Regentschaft König Karls XI. und dessen Nachfolgers Karl XII. Die Mitglieder des Reichsrates wurden nicht mehr aus dem Hochadel rekrutiert, sondern aus der neu entstandenen Beamtenschaft, deren soziale Herkunft ziemlich heterogen war.
Mit dem Beginn der so genannten Freiheitszeit in Schweden 1720 wurde der Reichsrat anfänglich aufgewertet. Die neue Verfassung sah vor, dass der König an die Beschlüsse des Reichsrates gebunden war. Doch geriet der Reichsrat schon bald unter die Kontrolle des Ständereichstages, der unter anderem die Mitglieder des Reichsrates ernennen und den Reichsrat durch ein spezielles Verfahren an der Ausübung seiner Tätigkeit hindern konnte.
Der erfolgreiche Putsch des Königs Gustav III. von 1772 und die Einführung einer absolutistischen Staatsordnung schwächte die Position des Reichsrates gegenüber dem König, der schließlich im Vereinigungs- und Sicherheitsgesetz von 1789 ermächtigt wurde, die Anzahl der Reichsratsmitglieder selbst festzulegen. Gustav III. senkte deren Anzahl auf Null, womit der Reichsrat zu bestehen aufhörte.